# هالیچ (متروی استانبول)
هالیچ (انگلیسی: Haliç) یکی از ایستگاه‌های خط ام۲، متروی استانبول است.
این ایستگاه که بر روی پل شاخ طلایی قرار دارد در سال ۲۰۱۴ تأسیس شده‌است.

## نگارخانه

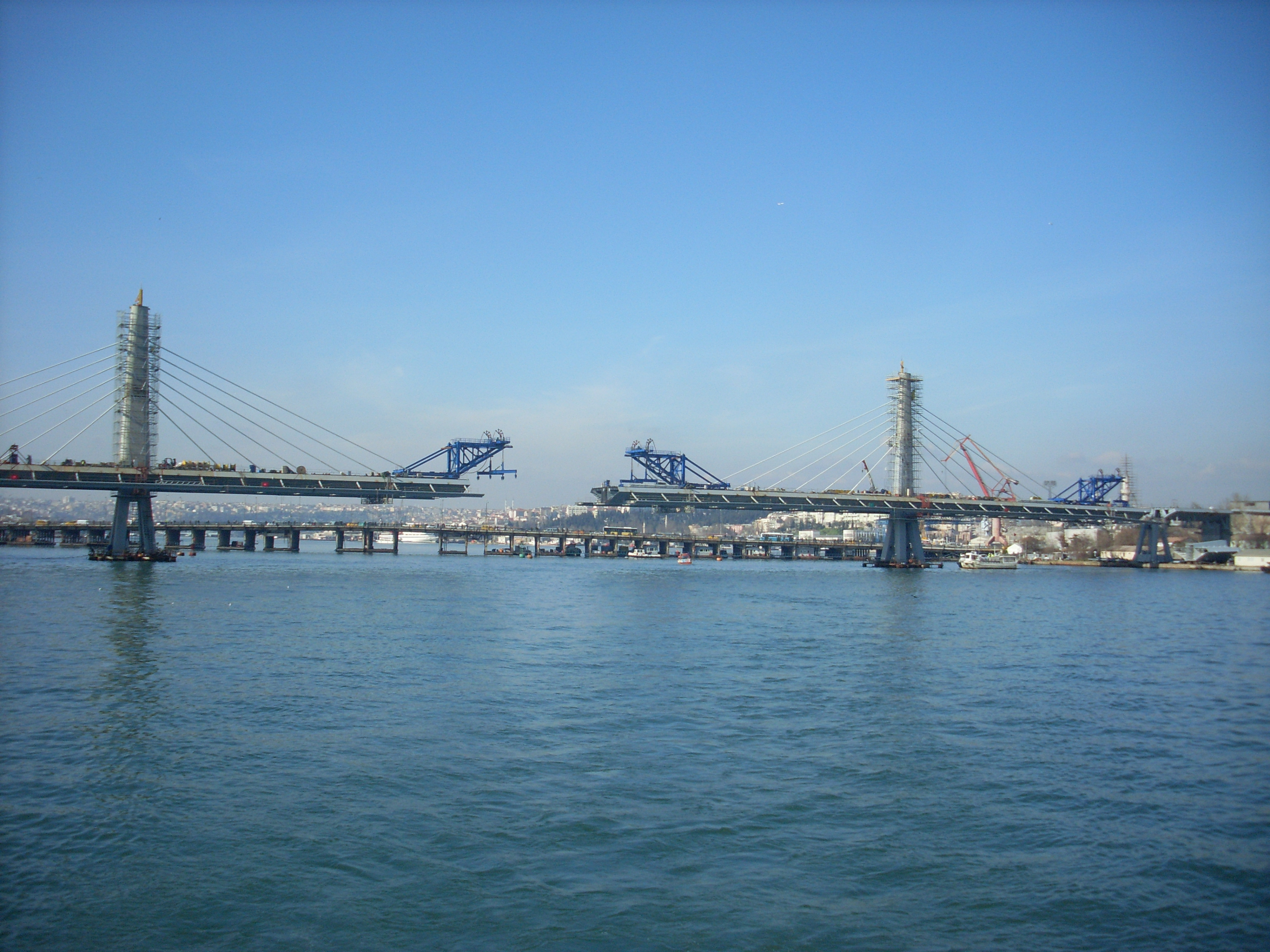
ایستگاه هالیچ در حال ساخت، فوریه ۲۰۱۳
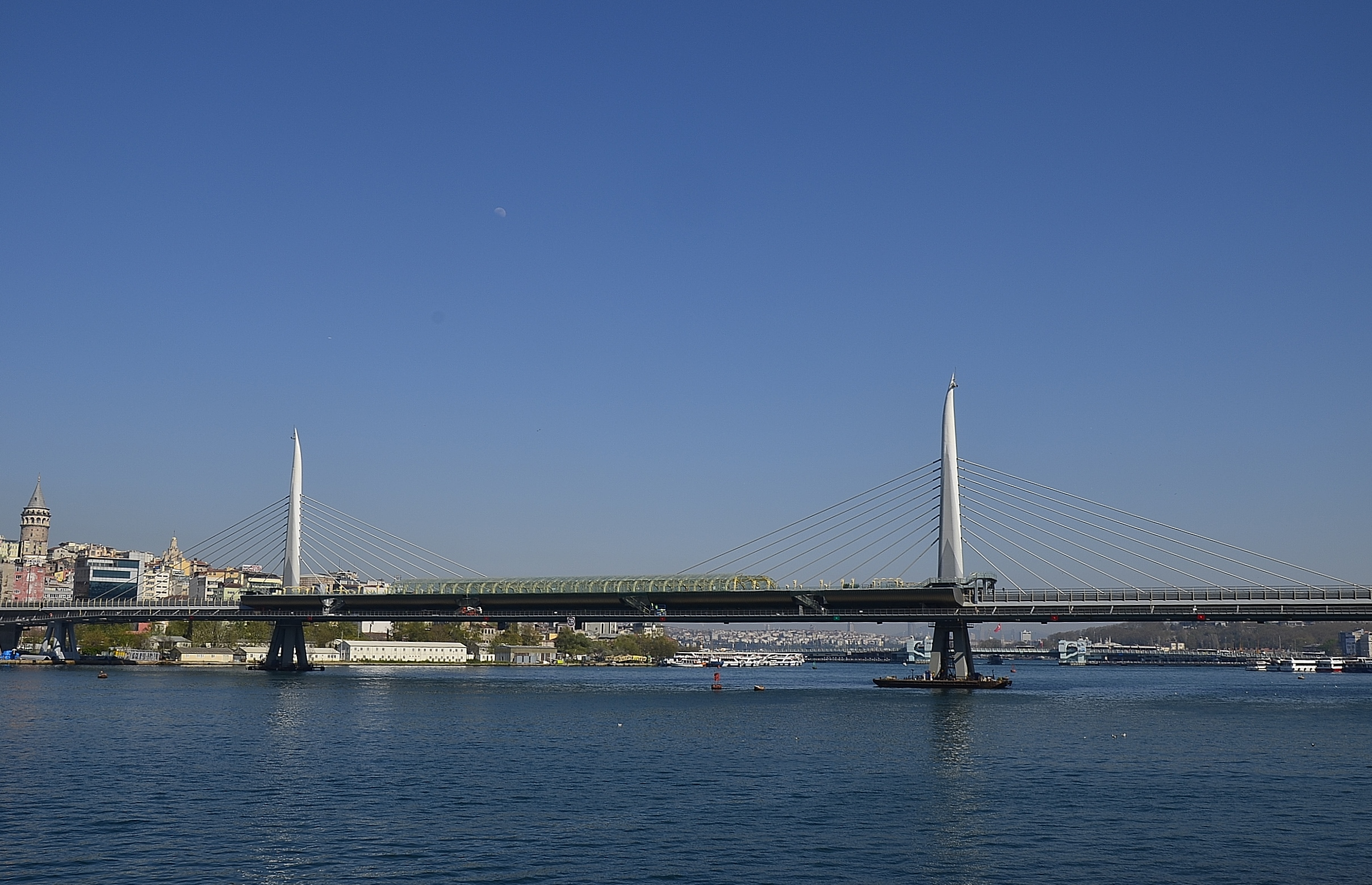
پل مترو شاخ طلایی از سمت غرب
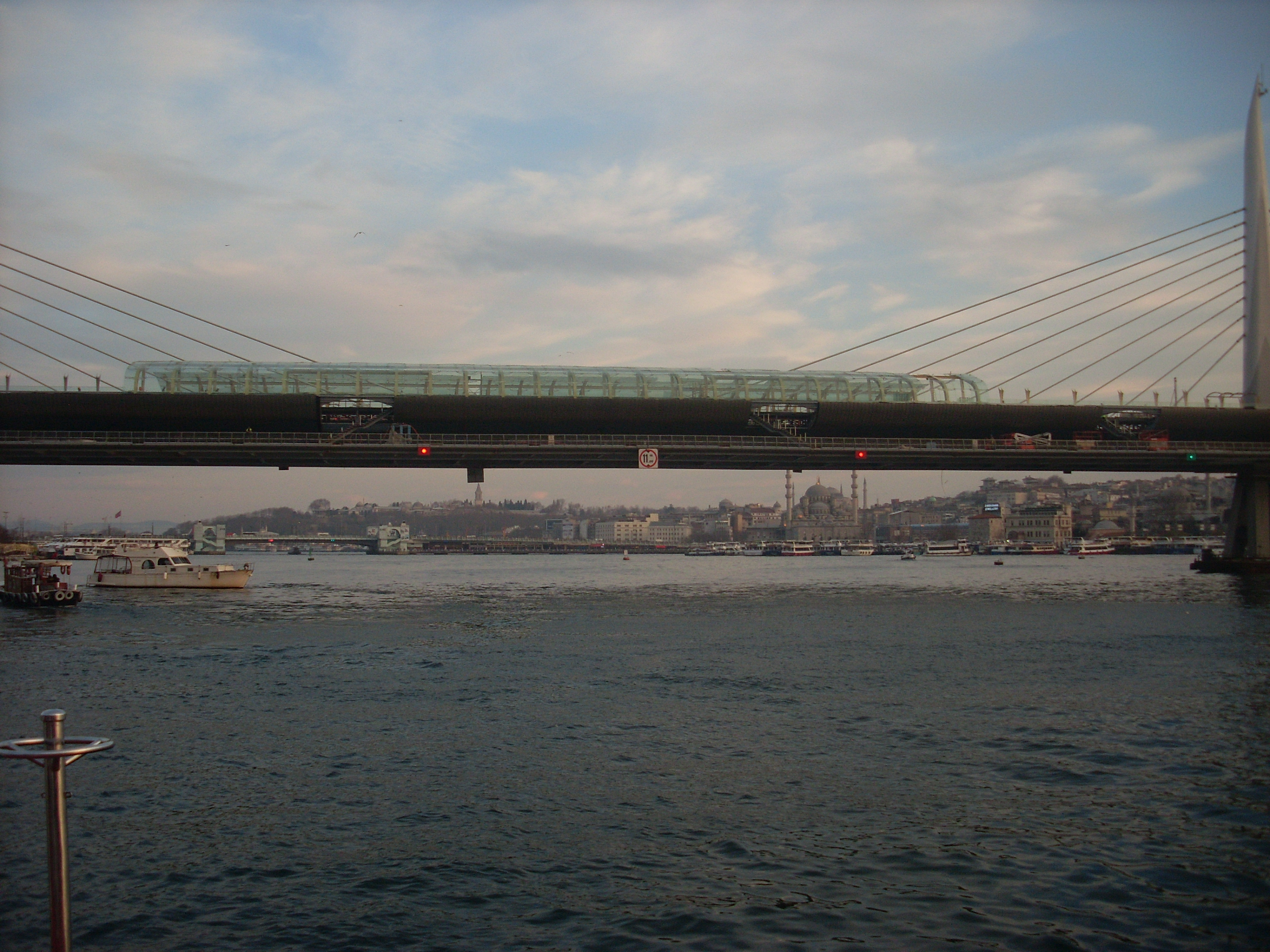
نمایی از ایستگاه هالیچ از داخل یک کشتی
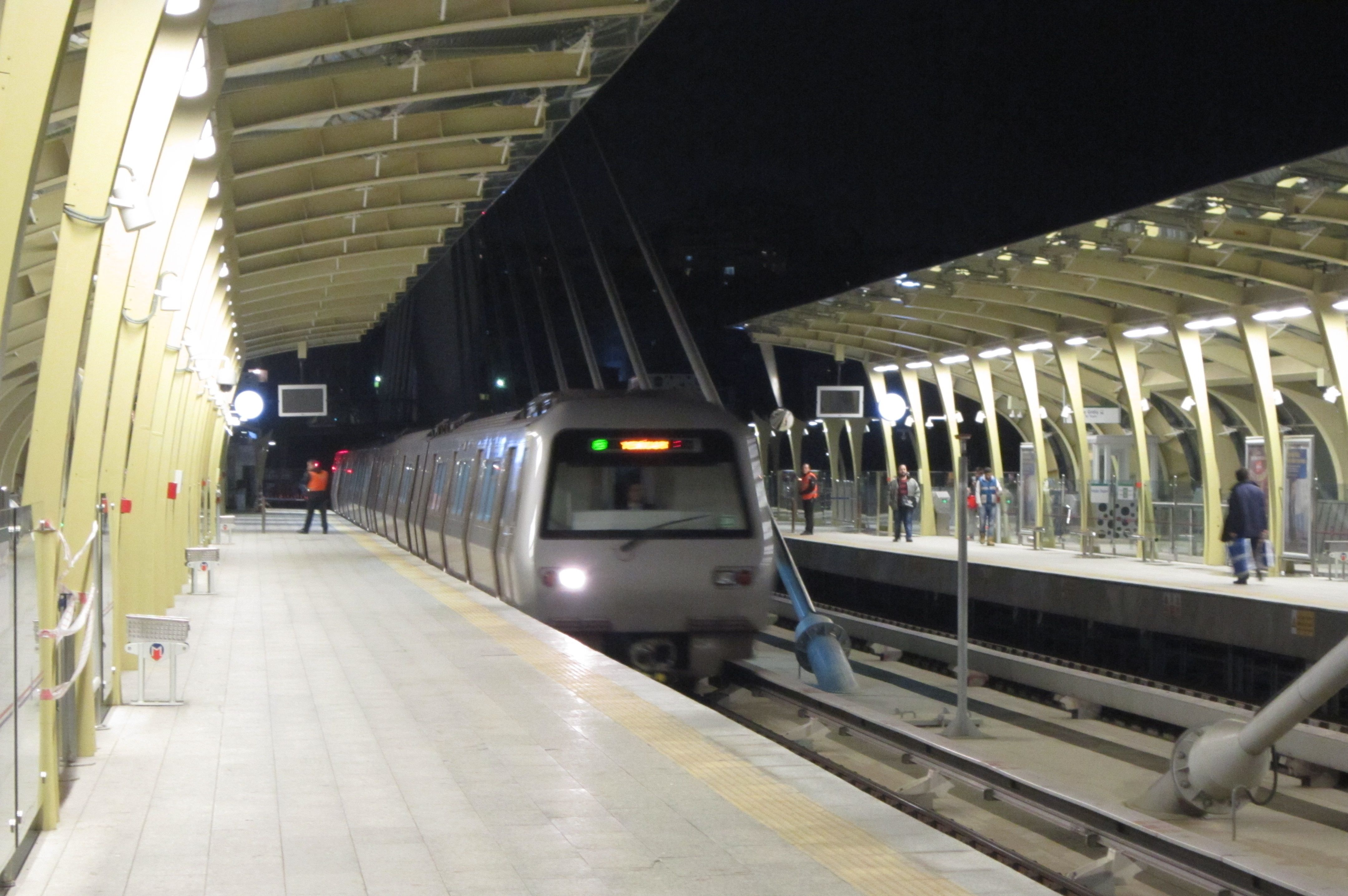
قطار ام۲ در حال نزدیک شدن به سکوی هالیچ
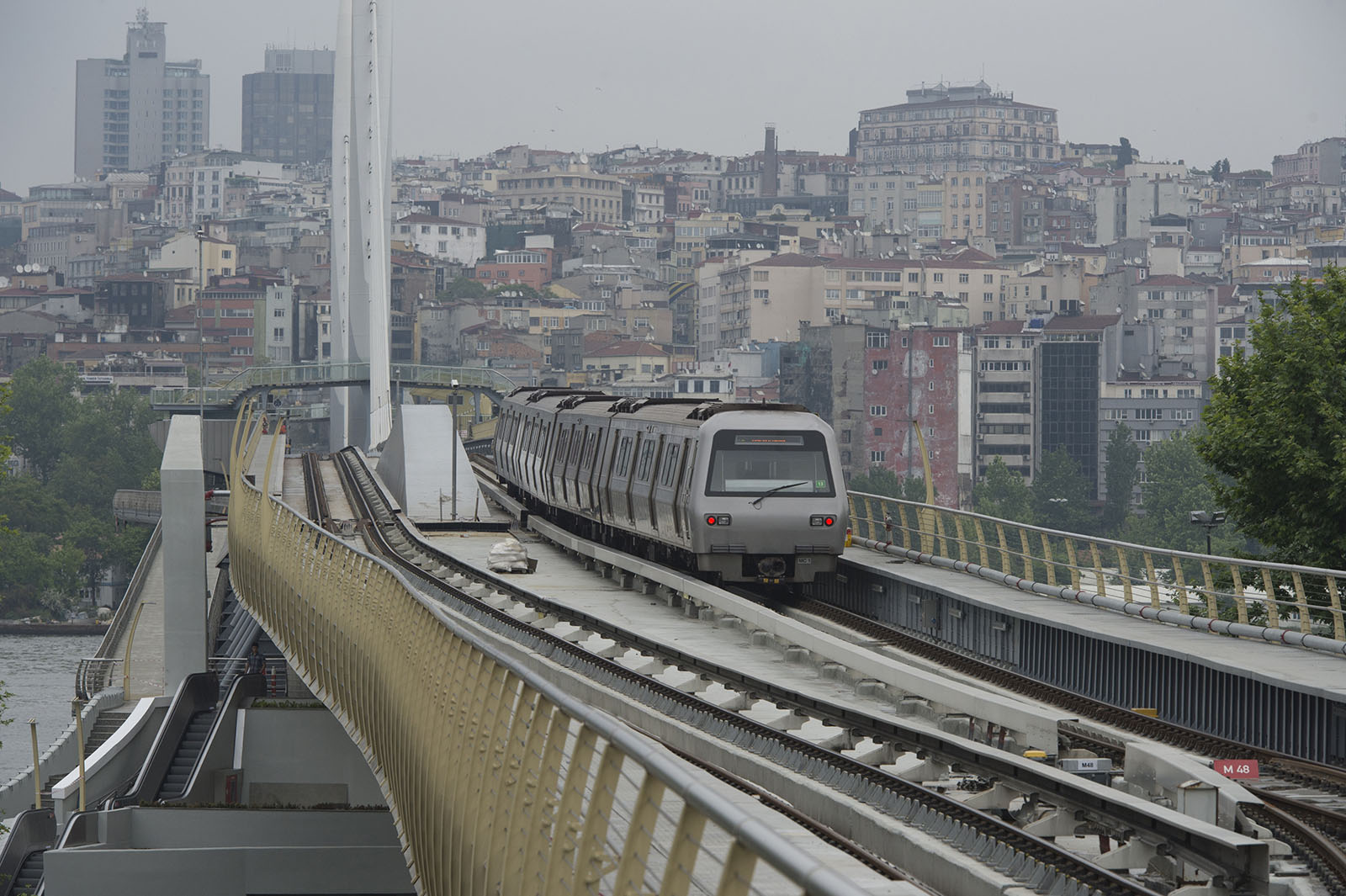
پل مترو شاخ طلایی از سمت جنوب غربی
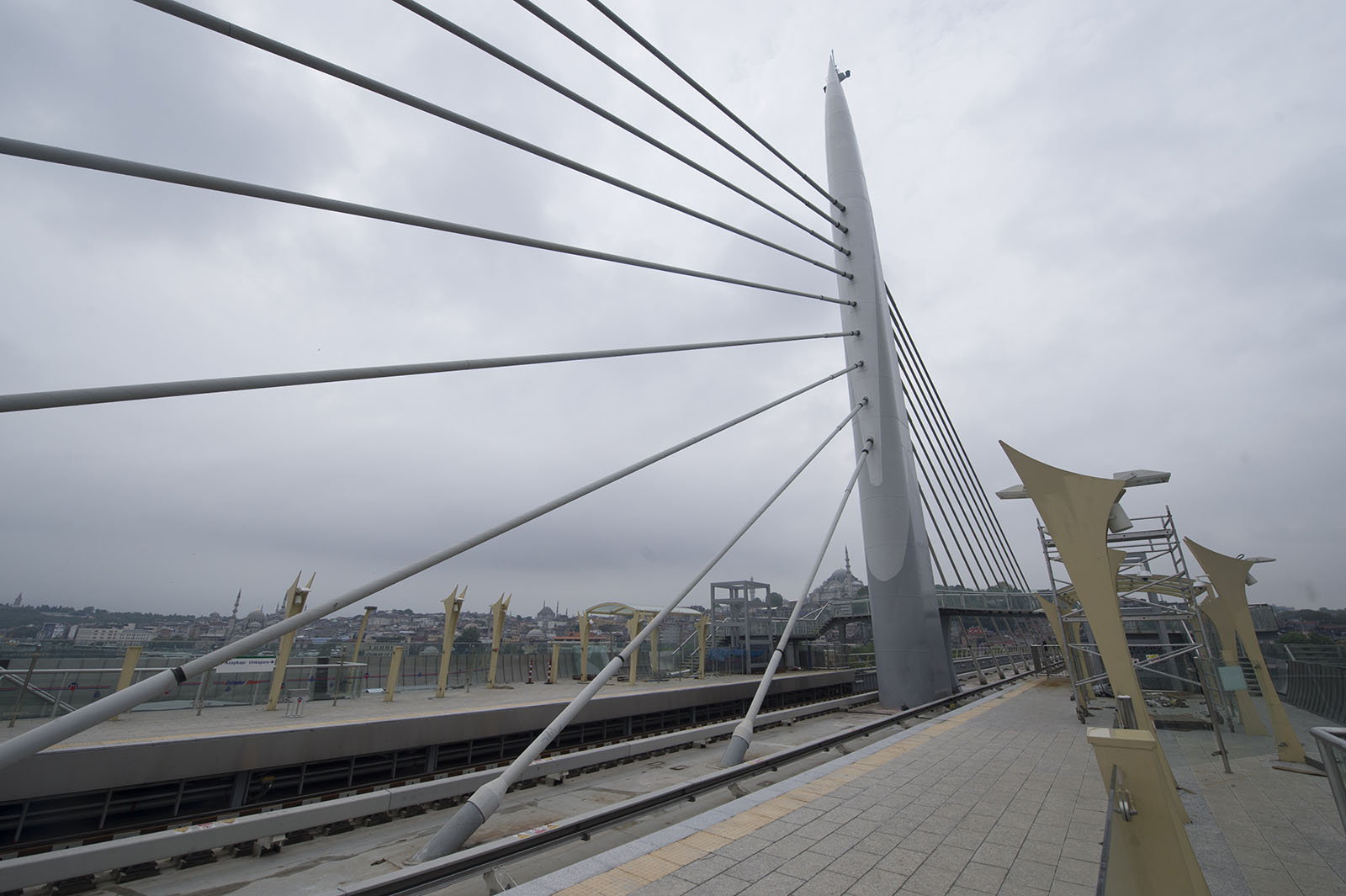
سکو ایستگاه برروی پل